# Ельск (станция)
Ельск (бел. Е́льск) — станция Гомельского отделения Белорусской железной дороги в Ельском районе Гомельской области Беларуси. Расположена в городе Ельск, на линии Калинковичи — Овруч, между остановочными пунктами Мытва и Богутичи.

## История
В 1873 году на территории Ельска строится железнодорожная станция и Ельск становится железнодорожной станцией. Прошла железная дорога Жлобин — Овруч.
В 1913—1916 годах через Ельск был проложен участок железно-дорожного полотна, тянувшегося от Жлобина до Коростеня.
В 1980-х годах здесь были передаточные поезда, вывозные и сборные.
В 2011—2012 гг. прошла реконструкция железнодорожного вокзала и станции.

## Описание
8 регулярных поездов проходят через железнодорожную станцию Ельск.
На железнодорожной станции "Ельск" можно приобрести билеты до населённых пунктов: Калинковичи, Мозырь и др.
Среднее время остановки на железнодорожной станции "Ельск" составляет 1 мин.
Самое длительное время стоянки составляет 1 мин. для поезда, следующего по маршруту 6486 Словечно — Калинковичи.

## Остановочные пункты
| Предыдущая станция | Белорусская железная дорога | Следующая станция |
| ------------------ | --------------------------- | ----------------- |
| Мытва              | Калинковичи — Овруч         | Богутичи          |